# NGC 6974
NGC 6974 é um remanescente de supernova na direção da constelação de Cygnus. O objeto foi descoberto pelo astrônomo Lawrence Parsons em 1873, usando um telescópio refletor com abertura de 72 polegadas. 